# Premiul Emmy pentru cea mai bună actriță într-un serial dramatic
Premiul Emmy pentru cel mai bun actor în rol principal într-un serial dramatic (Primetime Emmy Award for Outstanding Lead Actor in a Drama Series) este acordat din 1956 de Academy of Television Arts & Sciences.  

## Lista câștigătorilor

### Anii 1950
- 1952 : Helen Hayes
- 1953 : nu s-a acordat
- 1954 : Loretta Young pentru rolul din The Loretta Young Show
- 1955 : nu s-a acordat
- 1956 : Loretta Young pentru rolul din The Loretta Young Show
- 1957 : nu s-a acordat
- 1958 : nu s-a acordat
- 1959 : Loretta Young pentru rolul din The Loretta Young Show

### Anii 1960
- 1960 : nu s-a acordat
- 1961 : Barbara Stanwyck pentru rolul Josephine Little din The Barbara Stanwyck Show
- 1962 : nu s-a acordat
- 1963 : nu s-a acordat
- 1964 : nu s-a acordat
- 1965 : nu s-a acordat
- 1966 : Barbara Stanwyck pentru rolul Victoria Barkley din The Big Valley
- 1967 : Barbara Bain pentru rolul Cinnamon Carter din Mission: Impossible
- 1968 : Barbara Bain pentru rolul Cinnamon Carter din Mission: Impossible
- 1969 : Barbara Bain pentru rolul Cinnamon Carter din Mission: Impossible

### Anii 1970
- 1970 : Susan Hampshire pentru rolul Fleur din The Forsyte Saga
- 1971 : Susan Hampshire pentru rolul Sarah Curchill din The First Churchills
- 1972 : Glenda Jackson pentru rolul Elisabeta I a Angliei din Elizabeth R
- 1973 : Michael Learned pentru rolul Olivia Walton din The Waltons
- 1974 : Michael Learned pentru rolul Olivia Walton din The Waltons
- 1975 : Jean Marsh pentru rolul Rose din Upstairs, Downstairs
- 1976 : Michael Learned pentru rolul Olivia Walton din The Waltons
- 1977 : Lindsay Wagner pentru rolul Jamie Sommers din The Bionic Woman
- 1978 : Sada Thompson pentru rolul Kate Lawrence din Family
- 1979 : Mariette Hartley pentru rolul Dr Carolyn Fields din The Incredible Hulk

### Anii 1980
- 1980 : Barbara Bel Geddes  pentru rolul Miss Ellie Ewing din Dallas
- 1981 : Barbara Babcock pentru rolul Grace Gardner din Hill Street Blues
- 1982 : Michael Learned pentru rolul Mary Benjamin din Nurse
- 1983 : Tyne Daly pentru rolul Mary Beth Lacey din Cagney and Lacey
- 1984 : Tyne Daly pentru rolul Mary Beth Lacey din Cagney and Lacey
- 1985 : Tyne Daly pentru rolul Mary Beth Lacey din Cagney and Lacey
- 1986 : Sharon Gless pentru rolul Christine Cagney din Cagney and Lacey
- 1987 : Sharon Gless pentru rolul Christine Cagney din Cagney and Lacey
- 1988 : Tyne Daly pentru rolul Mary Beth Lacey din Cagney and Lacey
- 1989 : Dana Delany pentru rolul Colleen McMurphy din China Beach

### Anii 1990
- 1990 : Patricia Wettig pentru rolul Nancy Weston din Thirtysomething
- 1991 : Patricia Wettig pentru rolul Nancy Weston din Thirtysomething
- 1992 : Dana Delany pentru rolul Colleen McMurphy din China Beach
- 1993 : Kathy Baker pentru rolul Jill Brock din Picket Fences
- 1994 : Sela Ward pentru rolul Teddy Reed din Sisters
- 1995 : Kathy Baker pentru rolul Jill Brock din Picket Fences
- 1996 : Kathy Baker pentru rolul Jill Brock din Picket Fences
- 1997 : Gillian Anderson pentru rolul Dana Scully din The X-Files
- 1998 : Christine Lahti pentru rolul Dr Kate Austin din Chicago Hope
- 1999 : Edie Falco pentru rolul Carmela Soprano din The Sopranos

### Anii 2000
- 2000 : Sela Ward pentru rolul Lily Brooks din Once and Again
- 2001 : Edie Falco pentru rolul Carmela Soprano din The Sopranos
- 2002 : Allison Janney pentru rolul C.J. Cregg din The West Wing
- 2003 : Edie Falco pentru rolul Carmela Soprano din The Sopranos
- 2004 : Allison Janney pentru rolul C.J. Cregg din The West Wing
- 2005 : Patricia Arquette pentru rolul Allison DuBois din Medium
- 2006 : Mariska Hargitay pentru rolul Olivia Benson din Law & Order: Special Victims Unit
- 2007 : Sally Field pentru rolul Nora Walker din Brothers and Sisters
- 2008 : Glenn Close pentru rolul Patty Hewes din Damages
- 2009 : Glenn Close pentru rolul Patty Hewes din Damages

### Anii 2010
- 2010 : Kyra Sedgwick pentru rolul Brenda Leigh Johnson din The Closer
- 2011 : Julianna Margulies pentru rolul Alicia Florrick din The Good Wife
- 2012 : Claire Danes pentru rolul Carrie Mathison din Homeland
- 2013 : Claire Danes pentru rolul Carrie Mathison din Homeland
- 2014 : Julianna Margulies pentru rolul Alicia Florrick din The Good Wife
- 2015 : Viola Davis pentru rolul Annalise Keating din How to Get Away with Murder
- 2016 : Tatiana Maslany pentru rolul din Orphan Black
- 2017 : Elisabeth Moss pentru rolul June Osborne / Offred din The Handmaid's Tale
- 2018 : Claire Foy pentru rolul Elisabeta a II-a din The Crown
- 2019 : Jodie Comer pentru rolul Oksana Astankova / Villanelle din Killing Eve

### Anii 2020
- 2020 : Zendaya pentru rolul Rue Bennett din Euforia
- 2021 : Olivia Colman pentru rolul Elisabeta a II-a din The Crown
- 2022 : Zendaya pentru rolul Rue Bennett din Euforia[1]
- 2023 : Sarah Snook pentru rolul Shiv Roy din Succesiunea
- 2024 : Anna Sawai pentru rolul Toda Mariko din Shōgun[2]